# Нгуни
Нгуни, нгони — группа родственных народов в Южной Африке, говорящих на языках нгуни. Включают зулусов, коса, ндебеле (матабеле), нгони и свази. В 1779—1879 годах участвовали в Кафрских войнах народа коса против англо-бурских колонизаторов. В 1820-х годах зулусы на территории современной провинции Квазулу-Натал собрали сильное войско, которым командовал король Чака, и совершали набеги на соседние народы. В период апартеида в Южной Африке были созданы бантустаны, которые имели мало общего с исконной культурой нгуни.